# Recklinghausen Hauptbahnhof
Recklinghausen Hauptbahnhof – główny dworzec kolejowy w Recklinghausen, w kraju związkowym Nadrenia Północna-Westfalia, w Niemczech.